# Gordon (Ohio)
Pour les articles homonymes, voir Gordon.
Gordon est un village américain situé dans le comté de Darke, dans l'Ohio. Selon le recensement de 2010, sa population est de 212 habitants.